# Universidade de Adelaide
A Universidade de Adelaide (em inglês:  University of Adelaide) é uma instituição de ensino superior australiana fundada em 1874. É a terceira mais antiga universidade da Austrália.

## História
Em 1872 as Igrejas Baptista, Congregacional e Presbiteriana da Austrália do Sul fundaram um colégio universitário que oferecia estudos de clássicos, filosofia, literatura inglesa, matemática e ciências naturais. Como apoio do governo provincial, a universidade começou a leccionar em 1874.

## Académicos notáveis
Entre os seus académicos notáveis contam-se:
- William Bragg e o seu filho, Lawrence Bragg que em 1915 ganharam um Prémio Nobel da Física pelo seu trabalho em cristalografia de raios X;
- Howard Florey, que ganhou o prémio nobel em 1945 pelas suas descobertas no uso da penicilina;
- Douglas Mawson, explorador da Antártida;
- Andy Thomas, comandante da nave Endeavour e agora vice-drirector do Gabinete de Astronomia da NASA;
- Coetzee, prémio nobel da literatura em 2002;
- Robin Warren que em 2005 partilhou o Prémio Nobel de Fisiologia ou Medicina com Barry Marshall.
- Ghil'ad Zuckermann, linguista que fez contribuições para revitalização linguística, contacto linguístico e lexicologia.

## Academia
A Universidade de Adelaide encontra-se dividida em cinco faculdades: Engenharia, Ciências da Informática e Matemática, Ciências da Saúde, Humanidades e Ciências Sociais, Profissional e Ciências.